# Octavius Pickard-Cambridge

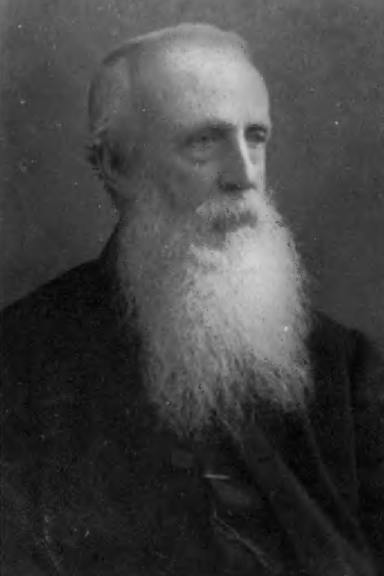
Octavius Pickard-Cambridge 1891.

Octavius Pickard-Cambridge , född den 3 november 1828 i Bloxworths prästgård i Dorset, död den 9 mars 1917, var en engelsk präst och zoolog. Han var far till den klassiske filologen Arthur Wallace Pickard-Cambridge och farbror till zoologen Frederick Octavius Pickard-Cambridge.
Octavius Pickard-Cambridge var yngre son till George Pickard, som var kyrkoherde i Bloxworth. Familjen bytte namn till Pickard-Cambridge 1848. Pickard-Cambridge fick undervisning i hemmet av William Barnes, studerade därefter teologi vid universitetet i Durham.  Han prästvigdes 1858 och blev sin fars efterträdare i Bloxworth 1868. Hans huvudsakliga intresse var spindlar, men han skrev även om fåglar och fjärilar. Hans passion för spindeldjur föddes förmodligen 1854, då han både beledsagade entomologen Frederick Bond på ett besök i New Forest i Hampshire och gjorde bekantskap med araknologen John Blackwalls skrifter. Han började brevväxla med den senare och mötte honom första gången 1860. Pickard-Cambridge var Blackwall behjälplig under åren 1861 till 1864 vid utgivningen av dennes storverk British and Irish Spiders.
Pickard-Cambridge själv offentliggjorde många arbeten om spindlar från 1859 till sin död. Hans huvudverk är bandet om spindeldjur i Biologia Centrali-Americanii som utkom mellan 1883 och 1902. Av hans övriga skrifter märks The Spiders of Dorset (1879–1882). Huvuddelen av hans återstående publikationer är uppsatser i tidskrifter som The Zoologist eller Linnean Societys och Zoological Societys publikationer samt i Proceedings of the Dorset Natural History and Antiquarian Field Club. Han invaldes som Fellow of the Royal Society den 9 september 1887. Efter hans död övertogs hans samlingar och hans bibliotek av universitetet i Oxford. Det tillhör nu Oxford University Museum of Natural History.